# Sousoší svatého Jana Nepomuckého s andělem (Platěnice)
Sousoší sv. Jana Nepomuckého se nalézá na zahradě mlýna ve vesnici Platěnice čp. 16, místní části obce Moravany v okrese Pardubice. Sousoší představuje velmi dobrou a nezvykle komponovanou sochařskou práci z roku 1744. Sousoší je chráněno jako kulturní památka.

## Popis
Sousoší je 3 m vysoké, stojí na třístupňovém podstavci s volutovými boky a představuje klečícího prostovlasého světce v kanovnickém rouchu, se sepjatýma rukama, k němuž se zprava blíží anděl s rozepjatými křídly. Po straně je reliéf, znázorňující zpověď královny. Pod tím jsou v oblacích hlavy andělů. 
Na přední straně podstavce je kartuše s reliéfem P. Marie, stojící na půlměsíci, na zadní straně je nápis:
LETA 1744:
TATO STATVA S. IANA NEPOMVCKEHO
WIZDVIŽENA GEST NAKLADEM
P: JAKVBA WINARZE PLATIE
NSKIHO MLINARZE
A OD
DWOGICZTI HODNEHO P: IANA
IOZEFA DIEDICZE
 FARARZE ROWENSKIHO
TOHO ROKV
DNE 7. SEPTEMBER POSWE:
:CZENA